# Католическая кирха (Азовский район)
Католическая кирха — католический храм в посёлке Южном Азовского района Ростовской области. Памятник градостроительства и архитектуры № 6100447000.
Адрес: Ростовская область, Азовский район, пос. Южный, улица Гагарина, 40 литер Г.
Построена в 1906 году, когда на месте нынешнего посёлка находилась немецкая колония Ольгенфельд. После Великой Отечественной войны в здании храма разместился колхозный клуб. В настоящее время используется в муниципальных целях — в ней расположилась библиотека.